# Telesterion
Telesterion var ett tempel i den Eleusis i det antika Grekland, tillägnad Demeter och Persefone. Det spelade en central roll under de berömda eleusinska mysterierna, då det var den byggnad där de heliga initiationsriterna ägde rum. 
Templet grundades på 700-talet f.Kr., men byggdes om och utökades i flera faser genom seklen. År 480 f.Kr. brändes det ned av perserna, men återuppbyggdes. Det gjordes så stort att det kunde hysa tusentals personer. 170 e. Kr. förstördes det av Costoboci-stammen, som då förhärjade Grekland, men återuppbyggdes. Telesterion stängdes under förföljelserna mot hedningarna när kristendomen infördes i romarriket på 300-talet. Byggnaden förstördes en sista gång när visigoterna under Alarik I förhärjade Grekland år 396. Det byggdes då inte upp igen.  